# Свиня свійська

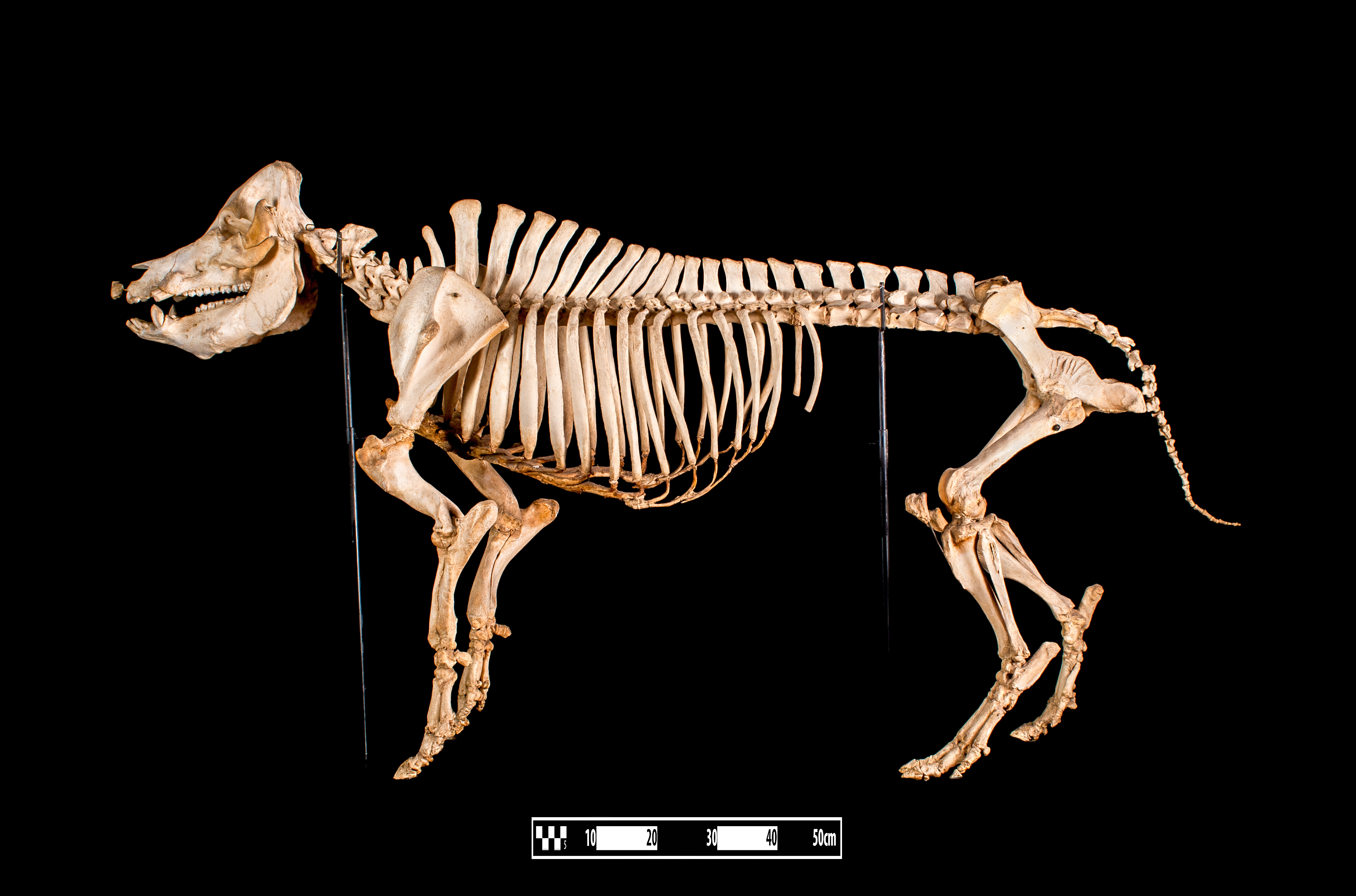
Скелет свині, до якого було застосовано техніку мацерації кісток, на експозиції в Музеї ветеринарної анатомії Університету Сан-Паулу, Бразилія

Свиня свійська (Sus domesticus) — парнокопитна тварина роду Свиня (Sus) родини свиневих (Suidae), одомашнена форма виду Sus scrofa.
Походить від європейських і азійських диких свиней (див. Свиня дика). Свійська свиня дає м'ясо і сало, а також шкіру і щетину; вона виявляє високу плодючість і швидко росте.
Завдяки багатоплідності, скоростиглості, великій забійній вазі при порівняно незначній витраті кормів на одиницю продукції, свинина відіграє головну роль у загальному виробництві м'яса (в УРСР 1970 — 46 %). Вона майже вдвічі поживніша за яловичину і баранину. Завдяки цим чинникам значення свинарства постійно зростає, з пол. XIX ст. — зі збільшенням попиту на м'ясні продукти серед дедалі більшого населення міст. Зростання кількості свиней у світі (у млн тонн): 1938–1939 — 296, 1965–1966 — 588, і вже зараз поголів'я свиней у світі становить близько 1 млрд (2015), більш ніж половина його зосереджено в Азії. Китай посідає перше місце у світі за кількістю свиней (майже 50 % світового виробництва). За обсягом свинарства вирізняються також США (10,3 % світового виробництва), Бразилія, Німеччина, Данія, Франція, Велика Британія, Нідерланди, Угорщина. Нині існує понад 600 порід свиней різних напрямків продуктивності (м'ясні, сальні, беконні, м'ясо-сальні).

## Назви
Для цього виду створено величезну кількість власних назв (перелічено за абеткою):
- Вепр — переважно для чималих самців диких кабанів;
- Дик (дзік) — будь-яка особина дикої форми (в літописах і в Польщі — актуальна назва виду; як назва дикої форми свині наведена у словнику Б. Грінченка [Архівовано 21 лютого 2014 у Wayback Machine.]);
- Кабан — самець свині (варіації за Грінченком: «кабан, … кабанець, кабанча, кабанчик, кабанюга» [Архівовано 7 серпня 2013 у Wayback Machine.]);
- Кнур — некастрований свійський кабан;
- Льоха — самиця свині, свиноматка;
- Порося — для молодих особин свійських і диких форм;
- Свиня — найчастіше для самиць свійської форми (див. Свиня свійська);
- Хряк — те саме, що і «кнур».

Інші назви для «свині», за національною словниковою базою «Словники України» (версія 1.4): «Льо́ха, свиню́ка [свиня́ка] — розмовне, безро́га — жартівливе, ро́ха — розмовне, чечу́га — діалектне, ри́нда — діалектне; свинома́тка (свиня, що дає приплід); па́ця».
Звертаючись до свиней, традиційно їх кличуть «паць-паць-паць-паць», а звуки, які видають свині, називають рохканням або кувіканням. «Українська» свиня в казках, оповідях каже «рох-рох-рох».

## Походження та історія одомашнення
Дикі свині були приручені людьми за часів неоліту, в 5–3 тисячоліттях до нашої ери.
Археологічні знахідки свідчать, що вже 12 700 років тому дикі свині утримувались в поселеннях людей басейну Тигру подібно до того, як свині утримуються і зараз на Новій Гвінеї.
Останки свиней, що датуються віком 11 400 років тому, знайдені на Кіпрі. На острів свині могли потрапити тільки з материка, що передбачає пересування разом з людиною й одомашнення. Незалежний центр одомашнення свиней існував у Китаї.
Дослідження ДНК із зубів і кісток свиней, знайдених у європейських поселеннях епохи неоліту, засвідчує, що перші домашні свині були завезені до Європи з Близького Сходу. Це стимулювало одомашнення європейських диких свиней, що призвело в короткий термін до витіснення порід близькосхідного походження в Європі, а потім і на самому Близькому Сході.
Одомашнили дику свиню, безперечно, землеробські народи. У всякому разі, історикам не відоме жодне первісне плем'я, яке не знало б землеробства, але розводило свиней. Для одомашнення свині, як, мабуть, і більшості інших тварин, були потрібні осілість і досить влаштований побут. Порівнюючи дослідження ДНК викопних решток свиней та сучасних, вчені-генетики зробили висновки, що первинні центри доместикації свиней знаходились на території сучасного Китаю та Малої Азії. Найдавніші рештки одомашненої свині в Європі датують 5 тис. до н. е. Аристократія Стародавнього Риму високо цінувала і широко використовувала свинину як харчі. Вже в ті часи була виведена неаполітанська порода свиней з дуже високими смаковими якостями м'яса і сала. В Англії з середини XVII сторіччя — періоду зародження й інтенсивного розвитку капіталізму, будівництва фабрик і заводів, розбудови великих міст — виникла нагальна необхідність заміни пізньозрілих галузей тваринництва на скорозрілі, яким є свинарство.

## Породи свиней
Нині на землі існує понад сто порід свиней, а їх світове поголів'я становить близько 700 мільйонів. За типом будови тіла і продуктивністю свині розподіляються на такі породи: м'ясо-сальну (універсальну) — велика біла та українська степова біла; сальну — українська степова ряба, миргородська і велика чорна; м'ясну — полтавська м'ясна, українська м'ясна, червона білопояса, ландрас, дюрок та вельс.
В Україні найпоширенішими є породи свиней: велика біла, українська степова біла, миргородська, українська степова ряба, полтавська м'ясна, ландрас, довговуха біла; у деяких районах — північно-кавказька, дюрок.

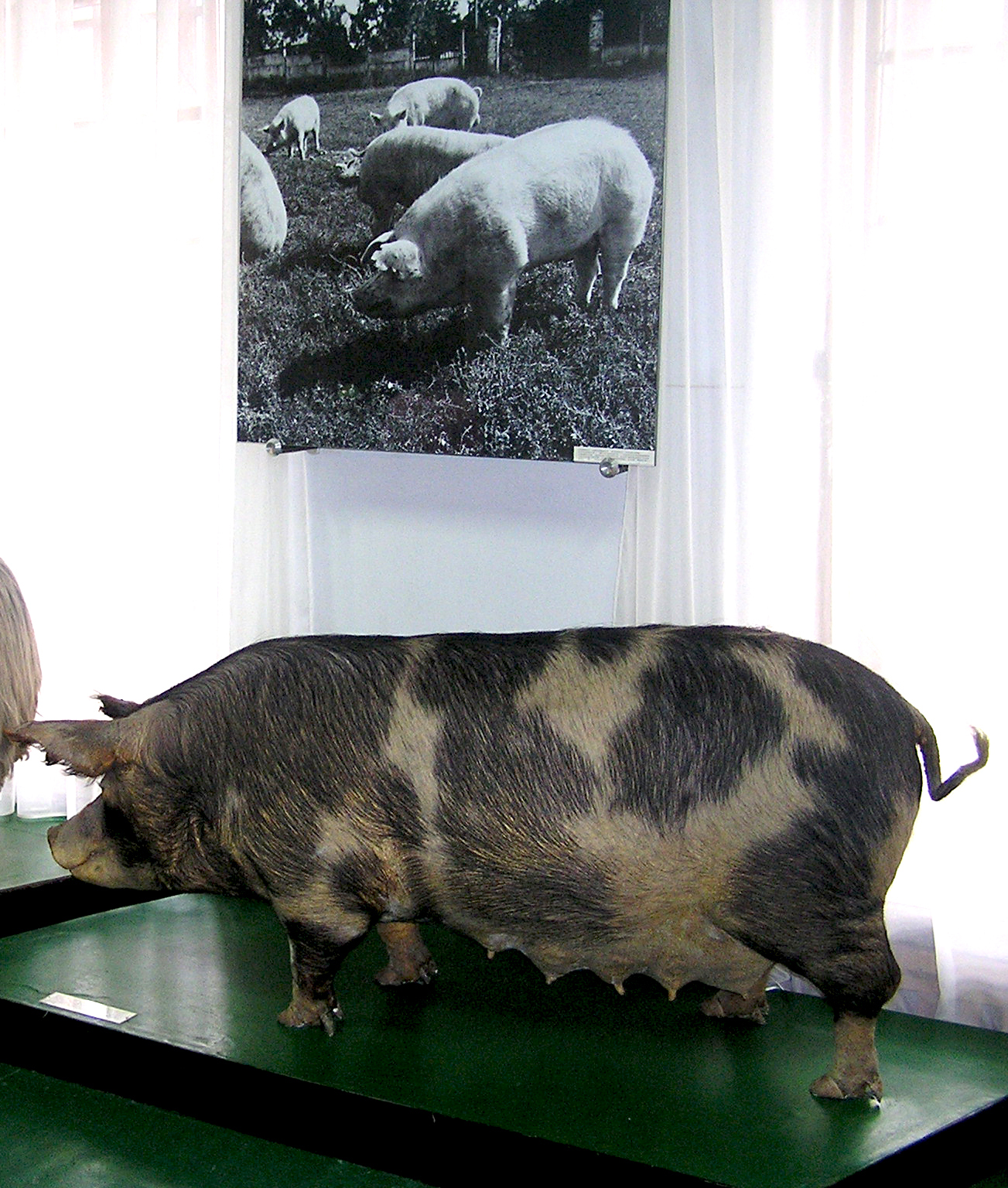
Опудало свині миргородської породи в Полтавському краєзнавчому музеї

Миргородські свині мають міцну конституцію, глибокий і широкий тулуб, спина і поперек прямі й широкі, окістя довгі, широкі та м'ясисті. Щетина блискуча, довга і густа.
Свині високопродуктивні, скороспілі, витривалі, добре пристосовані до місцевих кормових і кліматичних умов, швидко відгодовуються.
Багатоплідність — 10–12 поросят. У 60-денному віці маса гнізда 180—190 кг. Молодняк у 6 — 7-місячному віці досягає 100 кг, витрачаючи на 1 кг приросту 4,2-4,5 кормової одиниці корму.
М'ясо становить в середньому 49–54 % від маси відгодованої туші, сало 37–41 %. Встановлено, що в тушах миргородських свиней міститься на 16–18 % більше жиру, ніж у тушах тварин великої білої породи. Найвищі м'ясні якості одержані в нащадків лінії Дніпра (племзавод імені Декабристів): довжина напівтуші — 97 см, товщина шпику на рівні 6–7 грудних хребців — 25 мм, маса задньої третини напівтуші 10,7 кг. Низький вміст вологи та наявність жирових прошарків у м'ясі свиней миргородської породи підвищують його смакові якості, забезпечують виробництво високоякісних сухих ковбас і консервів, а сало роблять здатним для тривалого зберігання, оскільки має високу температуру плавлення (42 °C).
М'ясо свиней миргородської породи характеризується високим показником pH — 5,91, інтенсивністю забарвлення — 66,75 од. екст., ніжністю — 8,09 сек., вологоутримуючою здатністю — 59,1 %, вмістом жиру — 3,8 %, золи 1,16 %, протеїну — 20,59 % та вологи — 74,44 %.

## Біологічні і господарські особливості свиней
Дякуючи своїй тонкій спостережливості та кмітливості, свійська свиня належить до найрозумніших тварин. За біохімією, формулою крові, за всеїдністю, за складом та засвоюваністю їжі свиня стоїть до людини ближче, ніж інші тварини, за виключенням мавп. Хворіє тими ж хворобами, що і людина і лікувати її можна такими ж ліками, що і людей.

### Анатомія
У культурних порід збереглися деякі біологічні особливості, притаманні диким свиням, — слабкий зір, гострий слух, тонкий нюх, здатність добре плавати; підвищилася плодючість, здатність до швидкого зростання і жировідкладення. Але наразі є і певні відмінності домашньої свині від дикого кабана, серед яких однією з найголовніших є те, що домашні свині загалом денні тварини, тоді як у дикого кабана більша частина середньодобової активності приходиться на нічну пору. Така відмінність є наслідком процесу доместикації, що зокрема також привело до значних відмінностей у морфології. За І. Д. Іванченком ряд суттєвих змін виникає у предків сучасної домашньої свині ще на стадії ранніх аборигенних порід, що незалежно були виведені людиною на заході та Сході. У перший період після одомашнення (3000–1200 років до н. е.) свині за формою тіла ще мало чим відрізнялись від дикого кабана. Для них були характерні плоске тіло, високі ноги, велика голова з довгим прямим рилом і стоячі вуха, високий гребінь щетини на шиї, холці і спині. У свиней писок видовжений, з коротким рухомим хоботком, що закінчується голим плоским «п'ятаком», який дає можливість рити землю в пошуках коренів рослин, хробаків та іншої їжі. Зубів 44, в тому числі 4 сильно розвинених ікла. Кінцівки чотирипалі. Вим'я має 14 сосків, розташованих у 2 ряди. Волосяний покрив рідкісний, грубий, переважно з щетини. Шлунок простий, однокамерний. Тварини всеїдні, харчуються рослинною і тваринною їжею. 
 За деякими анатомічним і фізіологічним параметрам свині дуже близькі людині, з цієї причини їх використовують у медичних і дослідницьких цілях.

### Розмноження

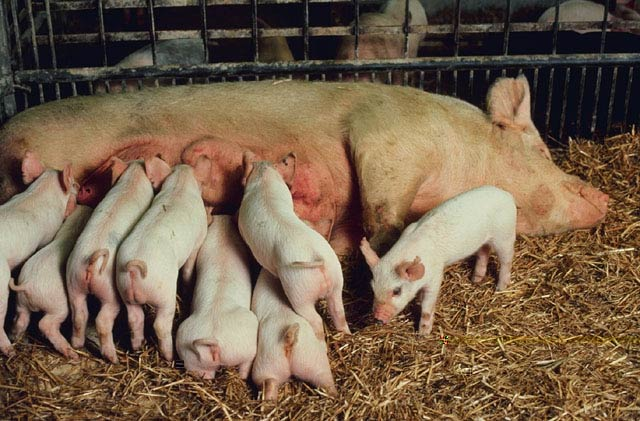
Поросята і свиноматка

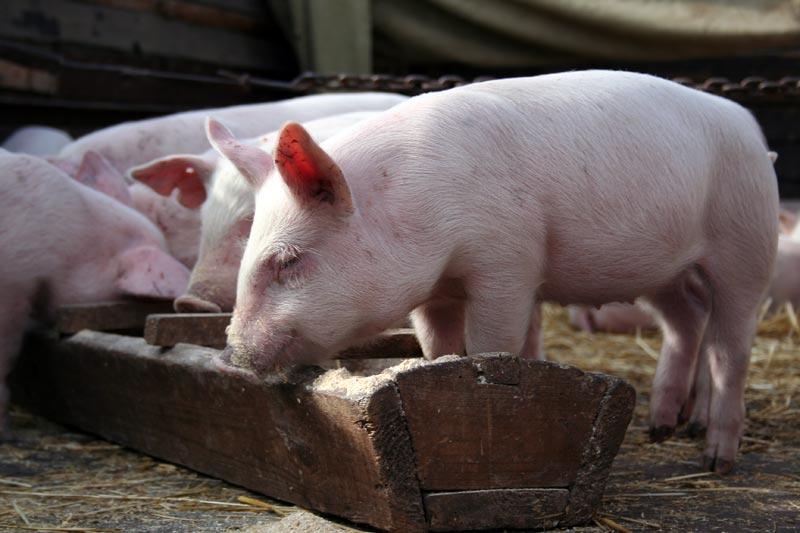
підросли поросята (підсвинки)

До парування молодих свиноматок пускають у 8–9-місячному віці, коли вони важать 130—150 кг, кнурів — не молодше однорічного віку, коли вони важать 180—200 кг. Статева охота повторюється через кожні 18–22 діб.
Завдяки порівняно короткому періоду вагітності (114—115 днів) і нетривалому підсосному періоду (від 26 до 60 днів) у ряді господарств від кожної матки отримують по два виводи або більше і вирощують понад 20 поросят за рік. При повноцінному годуванні і хороших умов утримання свиноматки сучасних заводських порід за один вивід дають 10–12, а іноді навіть 14–16 поросят. Передові свинарі від кожної матки щороку вирощують по 22–24 поросят.

### Продуктивність
При відповідному харчуванні та утриманні свині до 6–7-місячного віку досягають маси 100—110 кг і більше і при забої дають тушу масою 73–75 кг. Найкращі свинарські господарства при поголів'ї 2–6 тисяч маток отримують від кожної з них щорічно в середньому по 15–20 ц і більше свинини, а від окремих тварин — набагато більше.
Завдяки високій плодючості і скоростиглості свиней, а також їх здатності в молодому віці давати приплід створюється можливість щорічної безболісної реалізації на м'ясо понад 100—150 % тварин, що були в господарстві на початок року. Завдяки тим же біологічним особливостям свиней у свинарстві створюються широкі можливості для швидкого вдосконалення стада шляхом заміни менш продуктивних тварин продуктивнішими, що дають продукцію, відповідну зміненим вимогам (зокрема, перехід до розведення тварин, від яких отримують менш жирну свинину).

### Цінність м'яса
Свинина є одним з основних видів м'яса в багатьох країнах світу. На вигляд м'ясо свині має блідо-рожеве забарвлення, містить помітні прошарки жиру. За смаковими якостями свинина відрізняється більшою м'якістю і жирністю в порівнянні з яловичиною та бараниною. У їжу зазвичай вживається м'ясо самиць свині, або (рідше) кнурів, кастрованих до початку статевого дозрівання. М'ясо кнурів-заплідників також придатне в їжу, проте воно має істотно гірші смакові якості.

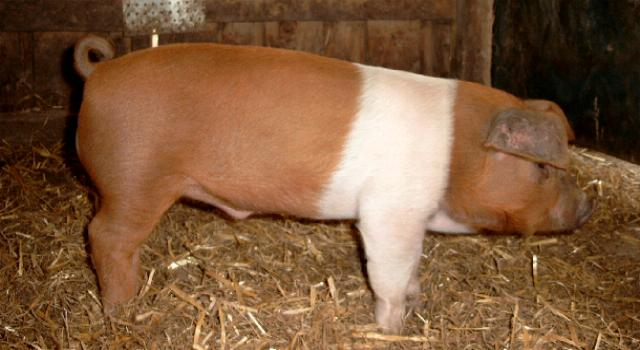
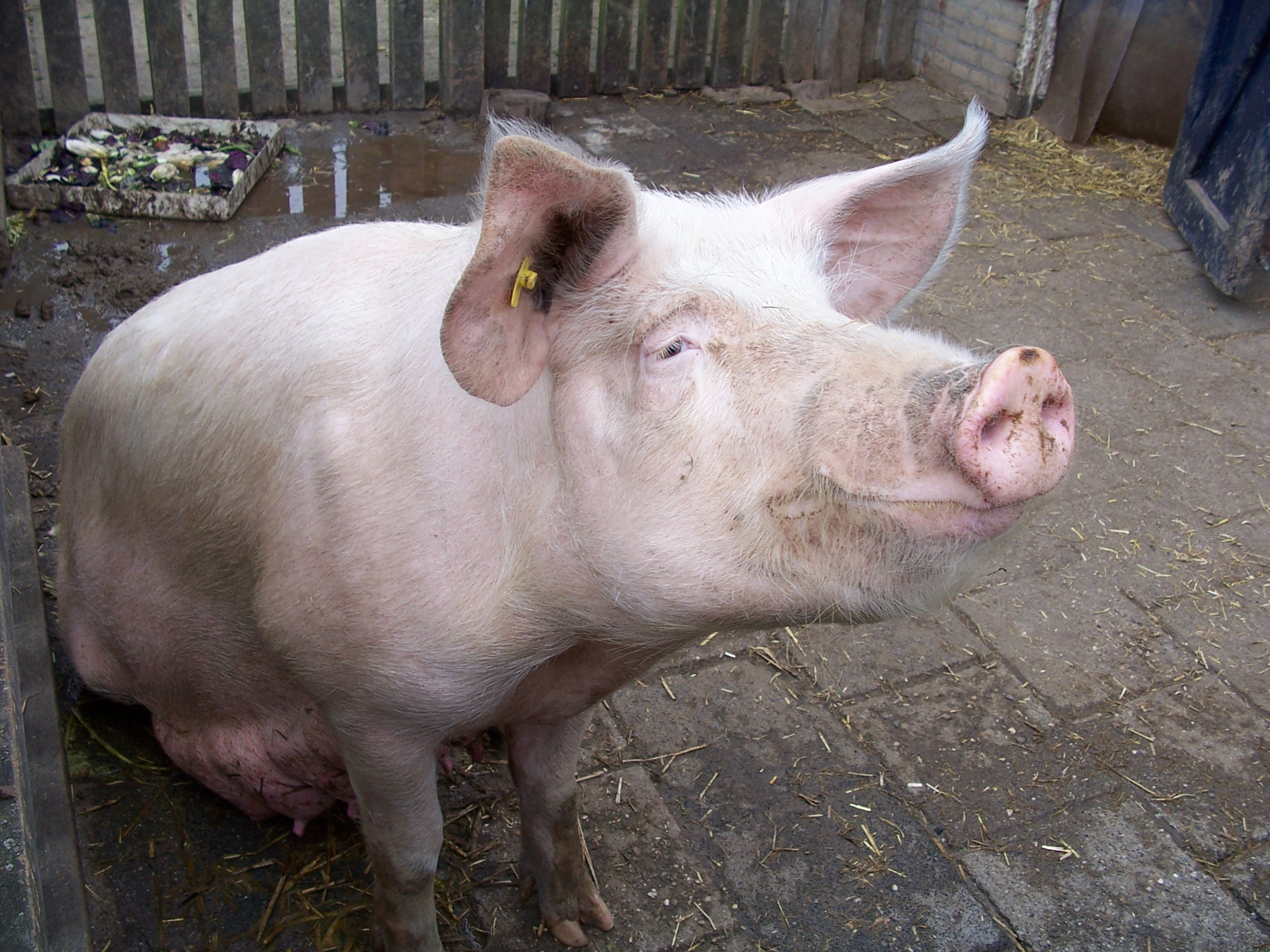
Свійська свиноматка
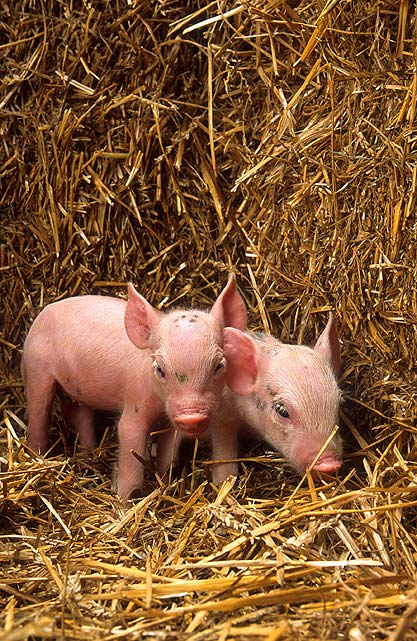
Поросята свійської свині
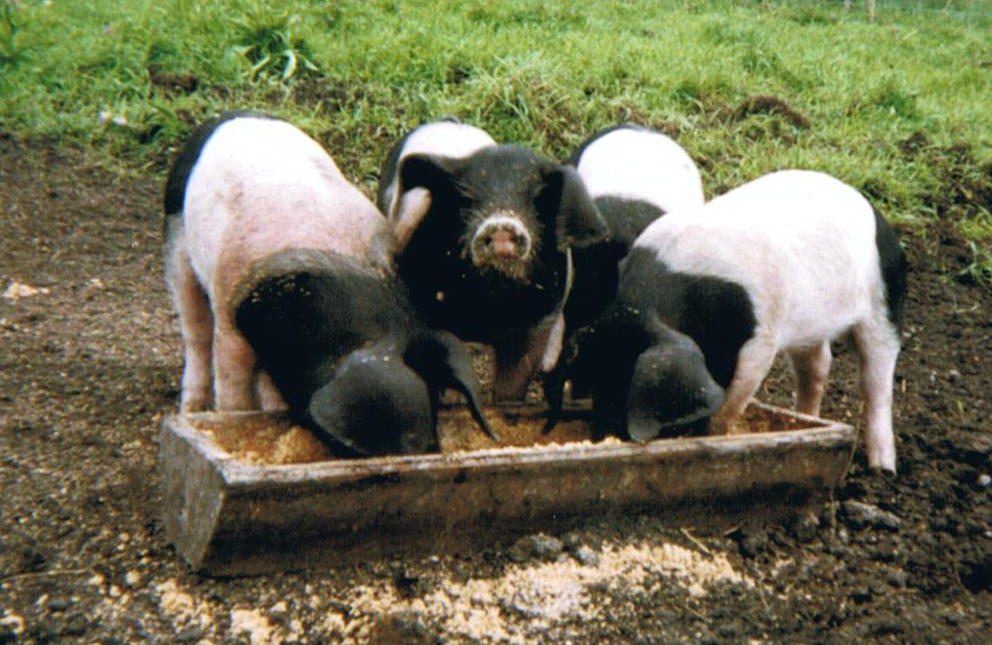
Поросята
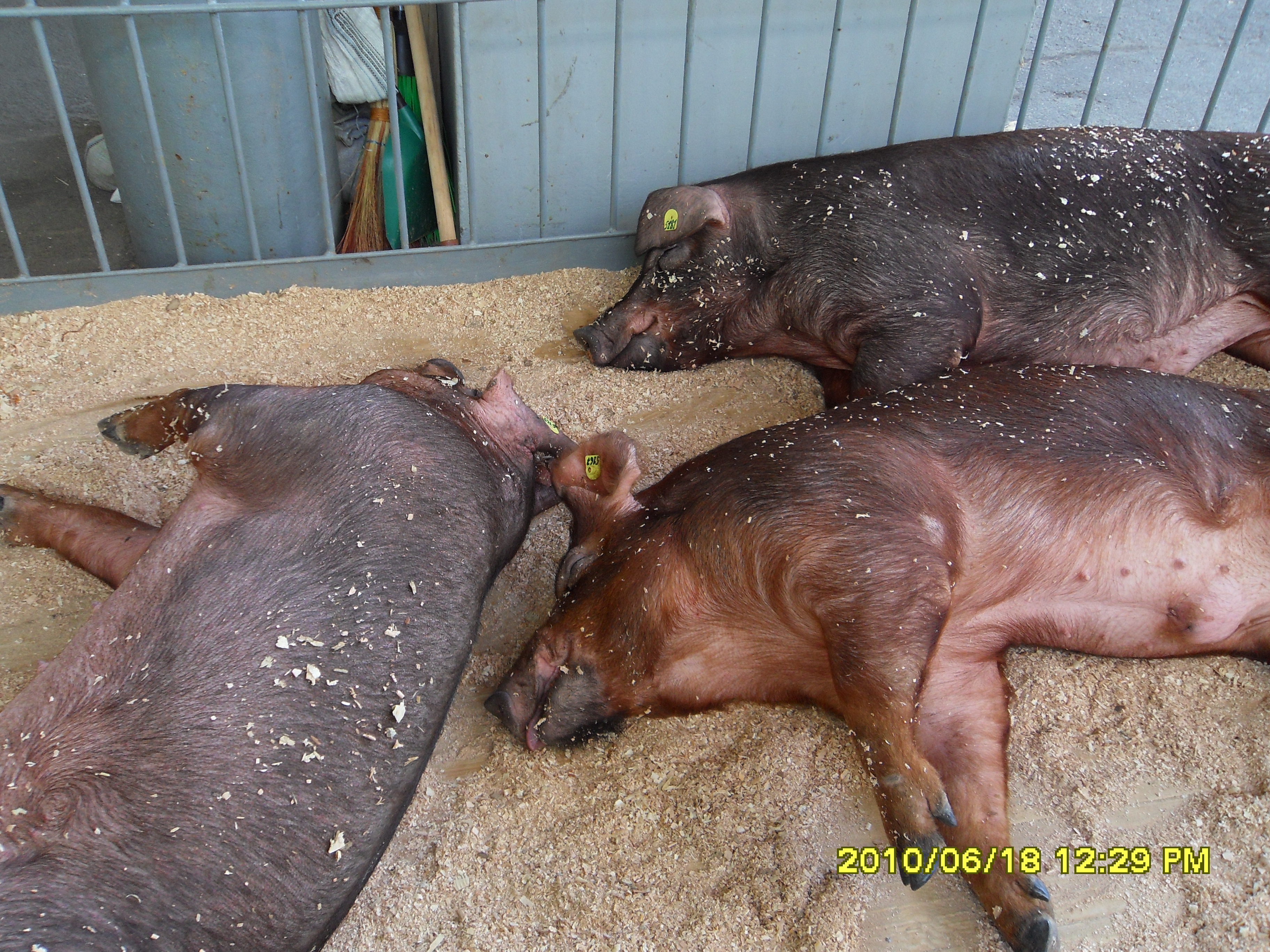
Свині породи Дюрок

#### Розбирання свинячої туші
Перед розбиранням свинини, її розрубують на півтуші. З півтуш відокремлюють вирізку.
Передня четвертина півтуші складається з шиї, лопатки, спинно — реберної частини.
При розбиранні передньої частини туші розрубують на такі відруби; лопаткову та шийні частини, грудинку, корейку.
Частина, що залишилася після відокремлення лопатки і шиї, називається коробкою. Щоб відокремити корейку, потрібно вздовж спинних і поперекових хребців з обох боків поперечних відростків прорізати м'якіть до основи ребра, вирубати хребет, перерубуючи його поперечні відростки і ребра біля основи спочатку з одного боку хребта, а потім з другого. Кожну половинку розрубують на дві частини — корейку і грудинку. Лінія розрізу проходить упоперек ребра паралельно хребту. Довжина ребер корейки не повинна бути більшою за 8 см. Зі свинячої корейки відрізують шийну частину між четвертим і п'ятим ребрами. Задню половину півтуші розділяють на окіст. Для цього кістки тазу і крижові хрящі розпилюють або розрубують у поздовжньому напрямку. При розбиранні й обвалюванні свинини дістають лопатку, шию, корейку, грудинку, і тазостегнову частину. Кістки і сухожилки при обробці свинини І категорії становлять; м'ясної — 14 %, обрізної — 15,8 %, жирної — 12 %, втрати 0,8 %.

### Сало

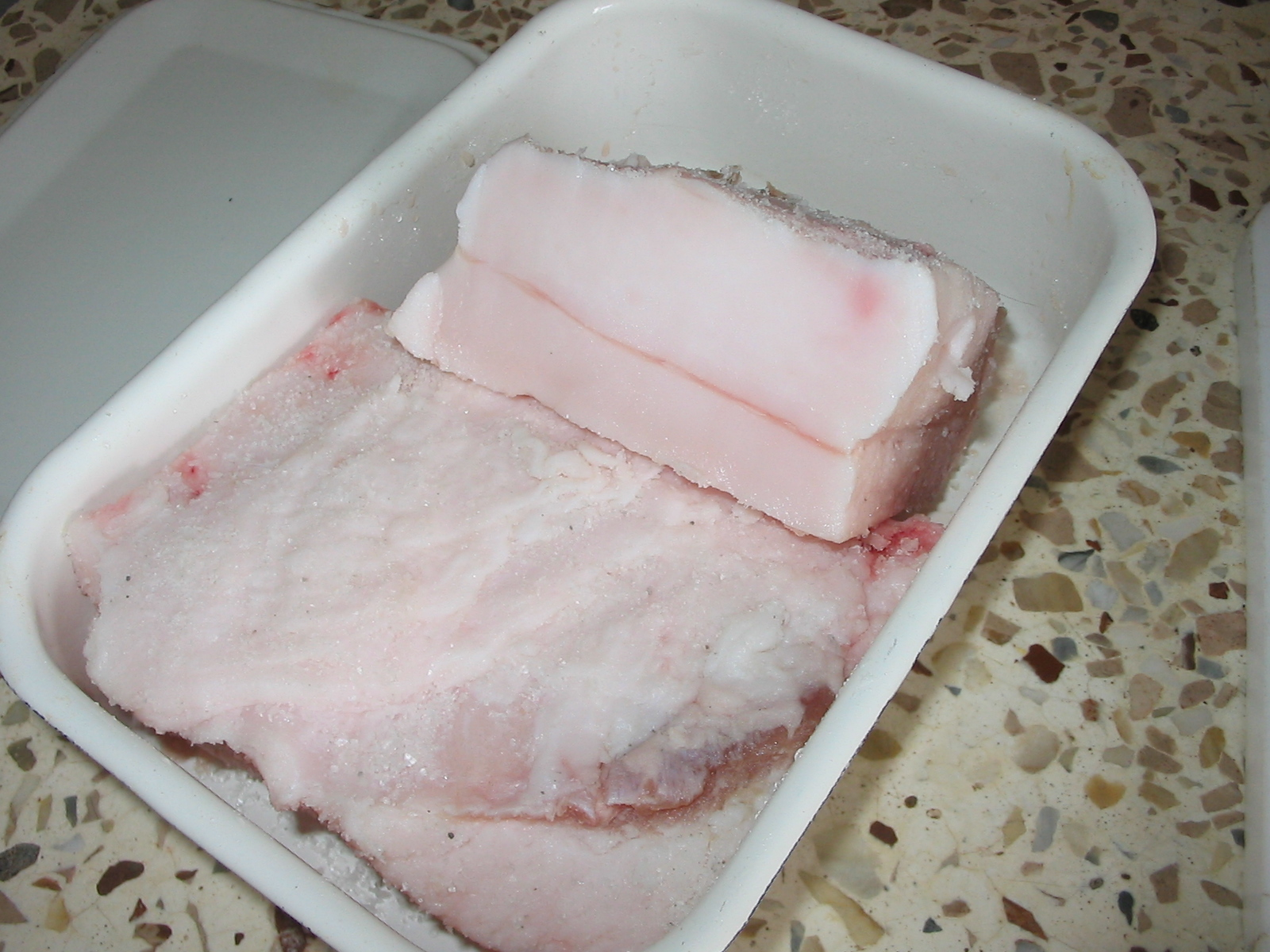
Сало свиняче, солене

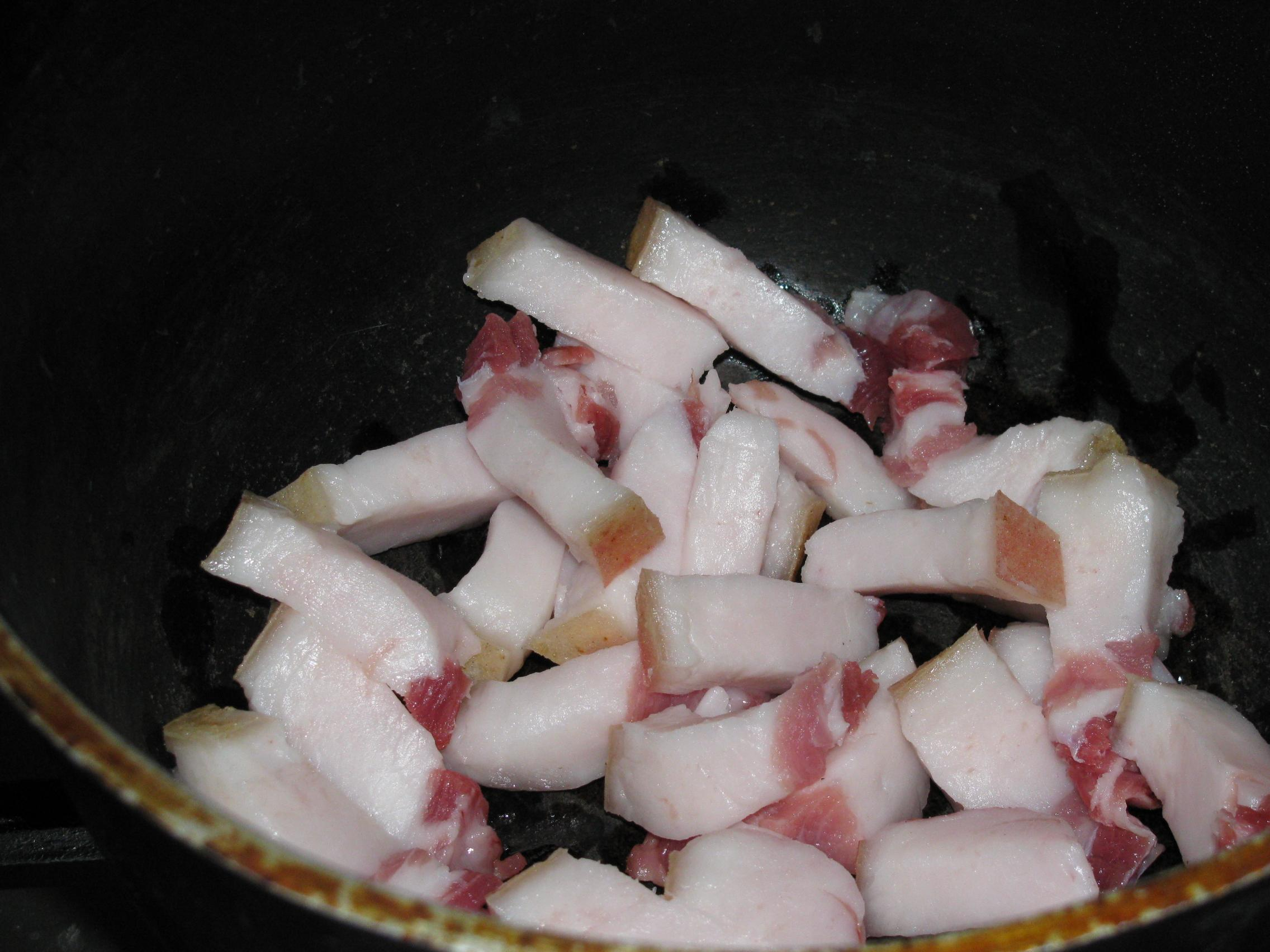
Сало свиняче, підготовлене для витоплення смальцю

Са́ло — тваринний підшкірний жир, найчастіше свинячий. В Україні та багатьох інших країнах є частиною традиційної національної кухні. У минулому сало було дуже важливим елементом харчування завдяки своїй дуже високій харчовій цінності (770—870 ккал на 100 г), а також здатності зберігати свої властивості протягом тривалого часу без спеціального охолодження. Для  тривалого зберігання сало засолюють; виготовляють шпик. Із сала витоплюють смалець та виробляють шкварки. Через поширення здорового харчування з невеликим вмістом жирів сало радше стає традиційною закускою на національному столі, ніж основною стравою.

## Суд над свинею
У 13-18 ст. люди часто судилися зі свинями. Позивалися до суду, виносили після слідства вирок та віддавали звинувачену до рук катів. Страти свиней відбувалися досить часто.
В одній тільки Франції відомо двадцять «свинячих процесів». Найчастіше свиней звинувачували в дітовбивстві. У середньовічних містах, навіть у Лондоні, до кінця 17 століття свині вільно бродили вулицями. Вони харчувалися нечистотами, які звалювали в стічні канави біля будинків. Нерідко заходили вони і в помешкання бідняків і загризали сплячих дітей. Вбивцю арештовували та відправляли до в'язниці, закривали в камерах разом з іншими в'язнями. На утримання арештованої свині міська влада відпускала такі ж кошти, як і на звичайного злочинця.
У 1408 році в місті Нант (Франція) суд засудив свиню до страти. Зберігся перелік витрат, які були необхідні для виконання вироку: утримання свині — 6 су; винагорода кату, що прибув з Парижа — 54 су, за транспортування свині до місця страти — 6 су, за мотузку, якою її в'язали, 2 су 8 ден'є. Усього 68 су 8 ден'є.
У 1457 році в Парижі розбиралася справа про вбивство свинею п'ятирічного хлопчика. Суд визнав свиню винною і засудив її до повішення. Що стосується поросят, то їх провина не була доведена і їх конфіскували на користь суду. Досі в Парижі збереглася назва передмістя — Повішена свиня.

### Відповідність між віком
| Свиня.     | Людина.   |
| 6 місяців. | 14 років. |
| 8 місяців. | 16 років. |
| 1 рік.     | 20 років. |
| 1,3 року.  | 25 років. |
| 2 роки.    | 29 років. |
| 3,5 роки.  | 35 років. |
| 5 років.   | 38 років. |
| 5,5 років. | 45 років. |
| 7 років.   | 51 рік.   |

## Розповсюдження
Більш ніж половина світового поголів'я свиней (936 млн голів, 1997) припадає на країни Азії (Китай, Японія, Республіка Корея, країни півострова Індокитай), близько третини — на країни Європи (ФРН, Франція, Італія, Велика Британія, Росія, Україна, Польща) і близько 10 % на США.
Через релігійні заборони свинарство не розвивалося в мусульманських країнах та Ізраїлі.

### Їжа для свиней
Свині відносяться до всеїдних тварин. Їм можна згодовувати різноманітні корми (концентровані, тваринного походження, соковиті, грубі, мінеральні тощо).

### Свинарство на сучасному етапі розвитку в Україні
Поголів'я свиней в Україні на 01.05.2010 року — 7952,8 тис. голів, з них у сільськогосподарських підприємствах — 3490,4 тис. голів, у господарствах населення — 4462,4 тис. голів. Однак важливим є показник не поголів'я, а обсягів виробленого м'яса. 2009 року в Україні вироблено 550 тис. тонн м'яса свиней у забійній вазі. Цей показник свідчить, що більше ніж 70 % свинини в Україні виробляється екстенсивно, тобто при тому ж поголів'ї свиней у країнах ЄС, Канаді, Бразилії, США виробляється на 70 % свинини більше.

## Хвороби свиней
Хвороби свиней поділяються на незаразні й інфекційні.

### Незаразні
- Захворювання травної системи: виразка шлунку, гастрити, ентерити. Розвиваються при неправильному годуванні, отруєнні, тощо. Також, при поїданні сторонніх предметів існує ризик закупорювання стравоходу[8].
- Захворювання дихальної системи: кашель, виділення з носа, тощо. Викликаються протягами, підвищеною концентрацією аміаку, поганою вентиляцією.
- Авітамінози: А, B, C, D, Е, K.
- Кісткова дистрофія: викликана недостачею кальцію і фосфору в раціоні, недостачі вітаміну D на фоні недостатньої фізичної активності.

### Інфекційні
- Класична чума свиней: надзвичайно заразна і небезпечна хвороба. Розповсюджується через корм, воду, повітря, пошкоджену шкуру. Супроводжується високою температурою, нудотою, ускладненням дихання. При надгострому перебігу хвороби тварини гинуть через 1–3 дні, у разі хронічного протікання відмічається ураження травної системи, запалення легенів, атрофія м'язів, судоми, тремор. Хворих тварин, зазвичай, не лікують, а одразу забивають[8].
- Африканська чума свиней: хвороба супроводжується лихоманкою, токсикозом. Смертність досягає 100 %, при цьому свиня може загинути за 1–3 дні. Ефективного лікування наразі не існує.
- Сибірка: викликається паличковою бактерією, що утворює спори, що можуть зберігатися в ґрунті протягом десятків років. Супроводжується задишкою, високою температурою, під шкірою утворюються карбункули. Через високу небезпеку і стійкість бактерії трупи тварин спалюють[8].
- Колібактеріоз: захворювання молодняку, що супроводжується поносом, зневодненням і інтоксикацією. Має високу летальність. Лікується антибіотиками та специфічними ліками[9].
- Хвороба Ауєскі: часто уражає поросят і свиноматок. Поросята віком до 10 днів зазвичай гинуть протягом доби без яскравих симптомів. У старших поросят спостерігається висока температура, судоми, парези. Лікування не відоме, проте існує профілактична вакцина.
- Рожа свиней: також уражає молодих свиней. Протікає блискавично, супроводжуючись лихоманкою. Тварини гинуть протягом кількох годин[8].
- Дизентерія: уражає молодих свиней. Супроводжується поносом з кров'ю і слизом. Лікується фуразолідоном.
- Свинячий грип: супроводжується підвищенням температури, зниженням апетиту, кашлем, виділеннями з носа.
- Анаеробна ентеротоксемія: хвороба новонароджених поросят, що гостро протікає. Супроводжується геморагічним ентеритом і інтоксикацією. Має летальність від 50 до 100 %. На початкових стадіях лікується антибіотиками і гіперімунною сироваткою[10].
- Стрептококова інфекція.
- Трансмісивний гастроентерит.

До інфекційних також відносять паразитарні захворювання:
- Аскаридоз: паразитарне захворювання, викликане гельмінтами. Супроводжується ураженнями органів дихання через те, що личинки нематод мігрують через легені.
- Цистицеркоз: викликається цистами свинячого ціп'яка[11].

## Цікаві факти
- Вінстон Черчилль якось висловився: «Не люблю собак, бо вони дивляться на людину знизу вгору; не люблю котів, бо вони дивляться на людину згори вниз; люблю свиней — вони дивляться на людину як на рівну»[12].
- В українській народній традиції свиня символізує покарану за спробу одурити Христа жидівку[13].
- 10 цікавих фактів про свиней (див. за посиланням)[14].